# Santuário de Fauna de Thungyai Naresuan
O Santuário de Fauna de Thungyai Naresuan (tailandês:เขตรักษาพันธุ์สัตว์ป่าทุ่งใหญ่นเรศวร) é uma área protegida na Tailândia. O nome é em homenagem ao rei Naresuan. Localiza-se a parte norte da província de Kanchanaburi e na parte sul da província de Tak. Foi criado no dia 24 de Abril de 1974. Foi declarado Património Mundial pela UNESCO mais tarde, em 1991, juntamente com o Santuário de Fauna de Huai Kha Khaeng. No mesmo ano a área ocupada pelo santuário foi aumentada e actualmente ocupa uma área de 364.000 ha. Juntamente com Huai Kha Khaeng (257.464 ha), forma a maior área protegida na parte continental du Sudeste Asiático, cobrindo um total de 622.200 ha.